# CARTPT
CARTPT (англ. CART prepropeptide) – білок, який кодується однойменним геном, розташованим у людей на 5-й хромосомі. Довжина поліпептидного ланцюга білка становить 116 амінокислот, а молекулярна маса — 12 829.
| 10         |  | 20         |  | 30         |  | 40         |  | 50         |
| ---------- |  | ---------- |  | ---------- |  | ---------- |  | ---------- |
| MESSRVRLLP |  | LLGAALLLML |  | PLLGTRAQED |  | AELQPRALDI |  | YSAVDDASHE |
| KELIEALQEV |  | LKKLKSKRVP |  | IYEKKYGQVP |  | MCDAGEQCAV |  | RKGARIGKLC |
| DCPRGTSCNS |  | FLLKCL     |  |            |  |            |  |            |

A: Аланін

C: Цистеїн

D: Аспарагінова кислота

E: Глутамінова кислота

F: Фенілаланін

G: Гліцин

H: Гістидин

I: Ізолейцин

K: Лізин

L: Лейцин

M: Метіонін

N: Аспарагін

P: Пролін

Q: Глутамін

R: Аргінін

S: Серин

T: Треонін

V: Валін

Кодований геном білок за функцією належить до фосфопротеїнів. 
Секретований назовні.